# Palazzo Imbonati
Palazzo Imbonati war ein Palast aus dem 16. Jahrhundert in Mailand. Historisch gehörte er zum sestiere di Porta Nuova und befand sich in der Via Marino. Er wurde im 19. Jahrhundert abgerissen.

## Geschichte und Beschreibung
Der Palast bewahrte damals einen eleganten Innenhof aus dem 16. Jahrhundert mit korinthischen Schildkapitellen, die die Insignien der Visconti und der Sforza trugen und nach dem Abriss im Museo Archeologico und im Hof des Palazzo Seufferheldt in der Via Morone fertiggestellt wurden. Berühmt wurde es vor allem dadurch, dass es zwischen 1743 und 1768 die von Giuseppe Maria Imbonati selbst ins Leben gerufene Accademia dei Trasformati beherbergte, der auch Pietro Verri und Giuseppe Parini angehörten.
Der Palazzo, der zunächst der Familie Imbonati gehörte, ging später an die Familie Blondel und dann an Massimo d’Azeglio über. Im 19. Jahrhundert wurde er abgerissen und an seiner Stelle das alte Teatro Manzoni erbaut, das wiederum bei der Bombardierung von 12. August 1943 zerstört wurde.